# Robert Loisel
Pour les articles homonymes, voir Loisel.
Robert Loisel ou Robin Loisel est un sculpteur français actif de la fin du XIVe au début du XVe siècle.

## Biographie
Élève de Jean de Liège, à la mort de son maître, Robert Loisel termine plusieurs ouvrages laissés inachevés par lui, entre autres, en 1382, le tombeau de Blanche de France de l'abbaye de Saint-Denis. En 1383, dans l'église des Cordeliers à Paris, il érige le mausolée d'Isabelle de France, fille de Philippe VI et femme de Pierre 1er de Bourbon.
Ce monument est détruit en 1580 dans l'incendie de l'église des Cordeliers. En 1392, les comptes des duc de Bourgogne citent Loisel comme travaillant à Dijon pour Philippe le Hardi. De 1389 à 1397, il fait, en collaboration avec Thomas Privé, d'après les plans de Raymond du Temple, architecte des rois Charles V et Charles VI, le tombeau de Bertrand du Guesclin, connétable de France, mort en 1380 ; ce tombeau se trouve dans l'église abbatiale de Saint-Denis.
En 1408, Robert Loisel habite à Paris, rue Sainte-Croix-de-la-Bretonnerie. Le 14 septembre de cette même année, il reçoit une commande du sacristain de Saint-Martin-des-Champs, pour l'exécution d'un lutrin ou « aigle en lecton » destiné à cette église.